# Woodland Hills (Utah)
Woodland Hills é uma cidade  localizada no estado norte-americano de Utah, no Condado de Utah.

## Demografia
Segundo o censo norte-americano de 2000, a sua população era de 941 habitantes.
Em 2006, foi estimada uma população de 1269, um aumento de 328 (34.9%).

## Geografia
De acordo com o United States Census Bureau tem uma área de
7,1 km², dos quais 7,1 km² cobertos por terra e 0,0 km² cobertos por água.

## Localidades na vizinhança
O diagrama seguinte representa as localidades num raio de 12 km ao redor de Woodland Hills.